# 昭和女子大学附属昭和中学校・高等学校
昭和女子大学附属昭和中学校・高等学校（しょうわじょしだいがくふぞく しょうわちゅうがっこう・こうとうがっこう）は、東京都世田谷区太子堂1丁目に所在する私立女子中学校・高等学校。高等学校においては入学者を募集しない完全中高一貫校。昭和女子大学の附属学校である。

## 概要
高校からの生徒募集はしていない。一般的な中高一貫校と同じく、5年間で中高の全課程を履修するが、最後の1年間については昭和女子大学の授業を受けることができる五修生の制度が存在する。また昭和女子大への飛び入学制度もある。

## 沿革
- 1920年（大正9年） - 私塾として現・東京都文京区に日本女子高等学院を設立。
- 1922年（大正11年） - 私立学校に改編、高等女学部が設立される。東京都中野区東中野に移転。
- 1926年（大正15年/昭和元年） - 東京都中野区上高田に移転。
- 1927年（昭和2年） - 財団法人日本女子高等学院が設立、高等女学部が分離し昭和高等女学校となる。
- 1945年（昭和20年） - 現在地に移転。
- 1947年（昭和22年） - 学制改革により、昭和中学校が設立。
- 1948年（昭和23年） - 学制改革により、昭和高等学校が設立。
- 1951年（昭和26年） - 財団法人日本女子高等学院を学校法人昭和高等学校に改組。
- 1963年（昭和38年） - 学校法人昭和高等学校が学校法人昭和女子大学に併合し、現校名に改称。
- 1983年（昭和58年） - 五修生制度を導入。

## 部活動
- バレーボール
- バスケットボール
- テニス
- ソフトテニス
- 陸上競技
- ソフトボール
- ゴルフ
- 剣道
- ダンス
- バドミントン
- ドッジボール
- 水泳部
- 書道
- 美術
- 放送
- 手芸
- 料理
- 理科
- コンピュータ
- 華道・フラワーデザイン
- 茶道
- 軽音楽
- 吹奏楽
- 演劇部

## 交通
- 三軒茶屋駅下車徒歩8分
- 東急バス渋05/渋11/渋21/渋22/渋23/渋24/渋82「昭和女子大」下車

## 制服
- 冬服 - 中学：セーラー服、高校：ブレザー
- 夏服 - 中学：セーラー服、高校：ブラウス

※ 高校の冬服には、指定のスカートの他にスラックスもある。

## 著名な出身者
- 原史奈 - 女優
- 矢口陽子 - 女優
- 箱崎みどり - アナウンサー
- 近江友里恵 - アナウンサー
- 原田亜弥子 - アナウンサー
- 壇蜜 - タレント
- 柴田あゆみ - 元タレント
- 西端さおり - 元タレント
- 川島千代子 - 声優
- 山崎幸子 - 競泳
- 朝月希和 - 元宝塚歌劇団
- 音くり寿 - 元宝塚歌劇団
- 澄華あまね - 元宝塚歌劇団

・北川莉央-モーニング娘
・tsugumi-モデル